# Sexta-feira 13 (musical)
Sexta-feira 13 é um musical encenado por António Feio, que conta a história de um grupo de amigos, que passa por experiências como a droga, a violência, a morte e o amor, mas tendo sempre, como pano de fundo, as músicas dos Xutos & Pontapés.
Ficha Técnica:
Encenação: António Feio
Texto: Eduardo Madeira
Direcção Musical: Renato Jr
Cenografia: Eric da Costa
Figurinos: Bárbara Gonzalez Feio
Desenho de Luz: Manuel Antunes
Desenho de Som: Fernando Abrantes
Coreografia: Sónia Aragão e Carla Ribeiro
Coordenação Artística: Susana Félix
Direcção Vocal: Carlos Coincas
Elenco: Bruno Cochat, Carlos Coincas, Célia Carvalho, Félix Lozano, Filipa Peraltinha, Fred, Irina Furtado, Joana Furtado, Jorge Courela, José Carlos Ribeiro, Mané, Marco Nunes, Martinho Silva, Nuno Espírito Santo, Paula Teixeira, Pedro Acabado, Renato Jr, Ricardo Regueira, Sérgio Lucas, Silvia Balancho, Sofia Froes
Estreou a 1 de Março de 2006 no espaço Toyota Box
produzido por UAU